# Гордость (фильм)
Гордость (англ. Pride) — драматический фильм 2014 года, ставший второй работой в кино для режиссёра Мэттью Уорчуса после 15 лет театральной деятельности. Лента рассказывает о малоизвестном эпизоде истории Великобритании — о том, как группа геев и лесбиянок из Лондона объединились для того, чтобы собрать деньги для бастующих шахтеров в Уэльсе во время подавления профсоюзного движения премьер-министром Маргарет Тэтчер.
Мировая премьера «Гордости» состоялась в рамках 67-го Каннского кинофестиваля, где картина закрывала программу Двухнедельник режиссёров (англ. Directors' Fortnight). По итогам фестиваля фильм получил награду «Queer Palm». После этого последовал международный прокат и показы на разнообразных фестивалях, в том числе в Торонто, получение трёх Премий британского независимого кино, включая главную — «за лучший британский независимый фильм», а также номинация на премию «Золотой глобус» в категории «лучший фильм — комедия или мюзикл». Фильм был удостоен премии BAFTA в номинации «лучший дебют британского сценариста, режиссёра или продюсера».

## Сюжет
Действие фильма, основанного на реальных событиях, разворачивается в 1984 году — в период правления премьер-министра Маргарет Тэтчер и в разгар всеобщей забастовки шахтеров в Великобритании. Коммунист и гей Марк Эштон спонтанно организует сбор пожертвований для шахтёров во время лондонского гей-парада, после чего собирает небольшую группу лесбиянок и гей-активистов, чтобы продолжить собирать деньги для семей шахтёров. Кампанию называют Lesbians and Gays Support the Miners, LGSM, помимо Эштона в неё входят лесбиянка Стеф, молодая пара Джефф и Реджи и закрытый гей Джо, а её штаб-квартирой становится магазин Gay’s the Word, который держит гомосексуальная пара среднего возраста: валлиец Гетин и Джонатан, также вступившие в организацию.
Национальный союз горняков отверг собранные средства, не желая брать помощь из рук представителей гей-движения, и LGSM выбрали небольшую шахтёрскую деревню Онллуин, которой собрались передать финансовую помощь в качестве акта солидарности. Дай Донован, представитель онллуинского забастовочного комитета, встречает LGSM в Лондоне. Узнав, что означают буквы L и G в названии организации, Донован удивляется, но соглашается поблагодарить ЛГБТ-сообщество в гей-баре; его весёлую и доброжелательную речь встречают аплодисментами. LGSM продолжают собирать деньги.
Онллуинский женский комитет обсуждает, пригласить ли LGSM в деревню в качестве благодарности; Хевина Хидон и несколько других женщин считают, что приглашать нужно всех, но их оппонентка Морин Барри заявляет, что испытывает отвращение к гомосексуалам. Недавно переехавшая в Онллуин Шан Джеймс, помогавшая комитету, рьяно защищает LGSM, после чего принимается решение всё же пригласить их, а Шан вступает в комитет. Официальная часть визита проходит холодно, однако позже Джонатан учит Шан закону о полиции и правам задержанных, что та использует, чтобы заставить полицейских отпустить задержанных во время забастовки мужчин. После того, как онллуинцы узнают об этом, отношение к LGSM теплеет, однако разозлённая Морин сообщает о «нашествии извращенцев» в жёлтую прессу. Таблоиды начинают потешаться над шахтёрами, и Национальный союз горняков созывает голосование, которое должно определить, может ли Онллуин продолжать принимать помощь LGSM.
Эштон решает, что LGSM должны реаппроприировать заголовки газет, и организует масштабный концерт Pits and Perverts (с англ. — «Шахты и извращенцы») в Electric Ballroom, хедлайнерами которого становятся Bronski Beat. Дай, Хевина, Шан и несколько женщин из Онллуина посещают концерт, планируя успеть домой до голосования, но его неожиданно переносят на три часа раньше. Концерт проходит с большим успехом, LGSM собирает несколько тысяч долларов для Онллуина, но в отсутствие поддержки Хевины и остальных Союз голосует за запрет принимать помощь от этой группы. В это же время Эштон встречает бывшего любовника, умирающего от СПИДа, что приводит его в отчаяние, он покидает группу. Родители Джо обнаруживают, что он гей, и запирают его в доме. Гетин, ранее отказывавшийся помогать шахтёрам из-за того, как негативно его валлийские соседи отнеслись к его каминауту, пытается собирать деньги в одиночку, во время фандрайзинга на улице его избивают, и Гетин попадает в больницу.
После окончания забастовки Джо сбегает из дома возвращается в Онллуин, чтобы поддержать шахтёров, и встречает там подавленного Эштона. Последний ругает Джо за нежелание идти на конфронтацию с родителями. Шан подбирает Джо в микроавтобус, подаренный LGSM, и посещает вместе с ним Гетина в больнице, где Джонатан сообщает ей, что болен ВИЧ, а также настоятельно советует ей получить высшее образование. Шан привозит Джо домой в микроавтобусе, что шокирует его родственников, но он пользуется моментом, чтобы забрать вещи и уйти из дома. Стеф решает приютить его.
Утром перед гей-парадом 1985 года Эштон возвращается в магазин Gay’s the Word, извиняется перед присутствующими и возглавляет колонну LGSM на параде, к которой неожиданно присоединяется несколько сотен шахтёров.
Во время титров сообщается, что Эштон умер от СПИДа, Шан окончила университет и избралась в парламент, Джонатан жив и отпраздновал 65-летие, а поддержка Союза горняков позволила Лейбористской партии включить в программу партии защиту прав геев и лесбиянок.

## В ролях
| Актёр            | Роль           |
| ---------------- | -------------- |
| Билл Найи        | Клифф          |
| Имельда Стонтон  | Хевина Хидон   |
| Доминик Уэст     | Джонатан Блэйк |
| Эндрю Скотт      | Гетин Робертс  |
| Джордж МакКей    | Джо Купер      |
| Бен Шнетцер      | Марк Эштон     |
| Джозеф Гилган    | Майк Джексон   |
| Фредди Фокс      | Джефф Коул     |
| Пэдди Консидайн  | Дай Донован    |
| Фэй Марсей       | Стэф           |
| Карина Фернандес | Стелла         |
| Джесси Кейв      | Зои            |
| Джессика Ганнинг | Шан            |

## Производство
Во время забастовки Маргарет Тэтчер заявила, что такого понятия как общество не существует. Есть лишь отдельные люди — мужчины и женщины, и есть семьи. Главные герои «Гордости» убеждены в обратном. Они верят в силу единства. Обе действующие в фильме группы: и LGSM, и шахтеры настроены на политическую борьбу, но нас куда больше привлекают в них их человеческие качества. Уже монтируя картину, я вдруг осознал, что развитие её сюжета: постепенно формирующиеся и развивающиеся отношения между кажущимися антагонистами, которые каким-то образом все же преодолевают стоящие между ними препятствия, превращает фильм в классическую романтическую комедию. Однако, в отличие от традиционного ромкома, отношения эти развиваются не между двумя людьми, а между двумя группами, двумя сообществами. И движет ими не романтическая любовь, а сочувствие. Именно это чувство и лежит в основе того, что мы называем обществом.
Режиссёр картины Мэттью Уорчус
Сценарист Стивен Бересфорд рассказал, что услышал об этой реальной ситуации «в начале 1990-х, во время второго раунда закрытия шахт. Как наивный 21-летний человек, я задал вопрос: почему мы должны поддерживать шахтеров, они не поддерживают нас. Кто-то отвел меня в сторону и сказал: Позвольте я расскажу вам небольшую историю» — «и услышав её, в ту минуту я подумал „ничего себе“. Это полностью изменило мой взгляд». Данный сюжет заинтересовал продюсера Дэвида Ливингстона, занимавшегося маркетинговыми кампаниями. Он говорил, что во время работы над фильмом «было очень много детективной работы, так как было очень мало информации. LGSM были молоды и неопытны, но мне удалось выследить некоторых из них. Я нашёл Майка Джексона, который был их секретарем, и он мне здорово помог. У него были записи всех встреч до каждой минуты и все газетные вырезки, и этот поиск был похож на открытие гробницы Тутанхамона. Я сделал несколько визитов в Уэльс, в долину Дулайс, чтобы поговорить с участвовавшими в этом женщинами и мужчинами. Я не был уверен, какой приём я получу, но они были так счастливы рассказать свою историю».
Актёр Билл Найи заявил, что «это один из величайших сценариев, которые я когда-либо читал в своей жизни. Хорошие сценарии редки, а смешные ещё реже, но я смеялся от начала и до конца. И даже после нескольких раз я никогда не оставался без слёз», потому что «две основные темы очень близки моему сердцу. Если бы ваши внуки задали вопрос о том, какими событиями в вашей жизни вы больше всего гордитесь, то одним из них может быть движение за гражданские права в Америке, а другим будет эмансипация геев и лесбиянок», добавив, что гордится тем, что «был свидетелем развития обоих феноменов социальной жизни. Фильм рассказывает в том числе и об этом тоже, но не назидательно, а в легкой, развлекательной манере». В свою очередь, Эндрю Скотт отметил, что «это не гей-фильм, он о человечности. Все на съёмках ответили на это чувство очень страстно. Они чувствовали огромную ответственность, будь они мужчины, женщины или геи. Наши личные истории нет ничего общего с тем, что мы хотим для общества в целом».

## Прокат

### Показы на фестивалях и кинотеатрах
Премьера фильма «Гордость» прошла на 67-м Каннском кинофестивале, где он снискал овации зрителей и получил специальную награду — «Queer Palm». Затем фильм был показан на 39-м Кинофестивале в Торонто, после чего был выпущен в кинотеатрах по всей Великобритании 12 сентября 2014 года компанией «Pathé», равно как и во Франции. В США фильм был выведен компанией «CBS Films» в ограниченный прокат 26 сентября в Нью-Йорке, Лос-Анджелесе и Сан-Франциско.
3 ноября картина была номинирована на несколько наград Премии британского независимого кино, наряду с фильмами «71» и «Игра в имитацию». Церемония вручения премии состоялась 7 декабря в Олд-Биллинсгейте под председательством Тома Хупера. "Гордость" выиграла три ведущих награды — «за лучший британский независимый фильм», «лучшей актрисе второго плана» и «лучшему актёру второго плана».

### Споры об определении категории рейтинга
Решение о выдаче фильму категории рейтинга «R» было принято Американской ассоциацией кинокомпаний, согласно которому, просмотр данного фильма запрещен лицам, не достигшим возраста 17 лет без сопровождения взрослых. Данное решение было подвергнуто критике со стороны сторонников ЛГБТ-движения, описавшим его как гомофобное и «драконовское». Параллельно, другие фильмы, связанные с темой ЛГБТ, такие как «Когда лучший друг – гей» (2013) и «Любовь — странная штука» (2014) также получили рейтинг «R». Первоначально в Ассоциации не давали комментарий по этому поводу, но позже член правления Джоан Грэйвс заявила, что под категорию «R», попадают фильмы «независимо от направления их сюжетных линий», приведя в пример «Эрин Брокович», «Парни из Джерси» и «Фрост против Никсона» из-за наличия «материалов с насилием, сексом, употреблением наркотиков или ругательствами». Британский ЛГБТ-активист Питер Тэтчелл по этому поводу отметил, что «в „Гордости“ нет никакого существенного акцента на сексе или насилии, оправдывающем высокие рейтинги. Американская классификация после просмотра любого фильма даже с самым мягким гей-содержанием, кажется, автоматически признаёт его непригодным для людей до 17 лет».
В Великобритании картина получила сертификат «15» Британского совета по классификации фильмов за сцены в гей-клубе с людьми, «носящими бондажную одежду», а также из-за случая, когда «женщины хохочут, после того как нашли фаллоимитатор и несколько порно журналов в спальне», и кроме того из-за нескольких случаев применения наркотиков и кадров «очень мягкого насилия».

### Кассовые сборы
В первый уик-энд в Великобритании «Гордость» собрала 718 778 фунтов стерлингов, став третьей самой кассовой лентой выходных после мультфильма «Семейка монстров» и фильма «Люси». Тем временем, в Мемориальный фонд памяти Марка Эштона, умершего в возрасте 26 лет от болезни, вызванной СПИДом, было пожертвовано больше 10 тысяч фунтов стерлингов. Его друг Крис Берч отметил, что «он был ирландцем, коммунистом, агитатором, непрактикующим католиком, тем не менее продолжавшим изредка ходить на мессы. Он был очень харизматичным. Его коммунизм определял все, что он сделал. Он провел несколько месяцев в Бангладеш в 82-м и бедность действительно политизировала его». После начала проката, продюсер Стивен Бересфорд сообщил, что обсудил с Уорчусом возможность превращения фильма в мюзикл, и убедился, что проект может заработать. Во втором уик-энде «Гордость» сохранила свою третью позицию с 578 794 £. За третьи выходные фильм упал до шестого места с выручкой в размере 400 247 £, а на четвёртый уик-энд фильм оказался на десятом месте с 248 654 £ и общей суммой в 3 265 317 £.
В США за первый уик-энд картина собрала 84 тысячи долларов, после чего началось медленное расширение проката в дополнительных городах с 10 октября.

## Критика
С самого начала проката «Гордость» была встречена положительными отзывами, в частности, на сайте «Rotten Tomatoes» фильм получил рейтинг 94 % на основе 101 отзыва (), а на «Metacritic» — 80 % по 36 отзывам ().
Джефри Макнаб из «The Independent» сказал, что этот фильм — «действительно вдохновляющая история. Его привлекательность заключается не только в его юморе, но и в его радостном торжестве порядочности, терпимости и консенсуса в одной из самых спорных тем новейшей британской социальной истории». Питер Брэдшоу из «The Guardian» отметил, что этот «страстный и привлекательный фильм» несёт в себе «торжествующий стимул для прав геев и прав человека, самоуважения и гордости», и «убеждает вас в том, что хорошие парни в конце концов на самом деле могут выиграть», а Марк Кермод сказал, что «этот неистовый рассказ о маловероятном союзе между бастующими валлийскими шахтерами и гордыми лондонскими геями является одним из самых неотразимых и поднимающих настроение фильмов года — для любой аудитории». В блоге Просперо в «The Economist» отмечается, что несмотря на некоторое перерождение фильма в девичник с грубыми шутками, «„Гордость“ остается одним из самых воинственно политических британских фильмов за последнее время», являясь «горячим гимном к понятию того, что если достаточное количество людей будут держаться идти вместе, то они могут изменить мир».
Джордан Хоффман из «Vanity Fair» сказал, что этот фильм — «абсолютное добро, напоминающее, соответственно, оптимистичным образом, скольким мы обязаны этому поколению гей-активистов. Происходящие прямо сейчас нынешние победы в борьбе за гражданские права находят свои корни в мучениках 80-х, так трудно сражавшихся даже перед лицом погибели от чумы СПИДа», благодаря чему, он «немного наполняет мое сердце (о, Боже, он собирается сказать!) Гордостью». Анна Пауэр из «The London Economic» заметила, что это «смешной, трогательный, праздничный фильм», «мгновенно заслуживающий места в британской классике», является «симпатичным кусочком современного британского кино, которому удается поднять настроение и в то же время быть душераздирающим». Виктория Джонс из «Wales Online» отметила, что «это фильм о самоуважении. Это неизвестная история, и в то время, когда однополые браки является законными и наши угледобывающие деревни есть тень самих себя в прошлом, он является своевременным напоминанием о том, как мы добрались до этой точки», в результате чего «„Гордость“ является триумфом во многих отношениях».
Энн Хорнадэй из «The Washington Post» заметила, что «эта политико-историческая драма показывает Великобританию 1980-х годов, когда премьер-министр Маргарет Тэтчер стремилась сломать вековое профсоюзное движение, втянув шахтеров страны в мучительную затяжную забастовку», но хоть «„Гордость“ и заканчивается поражением горняков, она также оканчивается на ноте торжества того, как союз шахтеров поддержал гражданские права геев на платформе Лейбористской партии». Питер Трэверс из «Rolling Stone» отметил, что фильм «является любимцем публики в лучшем смысле этого слова». Хизер Мэги из «National Post» сказала, что «„Гордость“ режиссёра Мэтью Уорчуса, является своевременной правдивой историей и добрым напоминанием о том, как можно положить разногласия в сторону и жить в духе терпимости и мира, что так же важно сегодня, как и в 84-м».

## Саундтрек
Саундтрек к фильму включил в себя поп-хиты 1980-х годов таких групп и исполнителей как «Queen», «Frankie Goes to Hollywood», «Bronski Beat», «Wham!», «Pet Shop Boys», «Soft Cell», «Culture Club», Грес Джонс, «UB40», Смоки Робинсон, равно как и оригинальные произведения композитора Кристофера Найтингейла.
Сборник из двух CD-дисков был выпущен 15 сентября 2014 года компанией «Universal Music».
Полный список композиций:
| №                   | Название                    | Автор(ы)                  | Длительность |
| ------------------- | --------------------------- | ------------------------- | ------------ |
| 1.                  | «I Want to Break Free»      | Queen                     | 4:23         |
| 2.                  | «Shame, Shame, Shame»       | Shirley & Company         | 3:47         |
| 3.                  | «Why?»                      | Bronski Beat              | 4:04         |
| 4.                  | «Love & Pride»              | King                      | 3:21         |
| 5.                  | «Relax»                     | Frankie Goes to Hollywood | 3:57         |
| 6.                  | «Tainted Love»              | Soft Cell                 | 2:37         |
| 7.                  | «West End Girls»            | Pet Shop Boys             | 4:01         |
| 8.                  | «Karma Chameleon»           | Culture Club              | 4:02         |
| 9.                  | «Pull Up to the Bumper»     | Грейс Джонс               | 4:42         |
| 10.                 | «You Spin Me Round»         | Dead or Alive             | 3:19         |
| 11.                 | «Freedom»                   | Wham!                     | 5:20         |
| 12.                 | «I Second That Emotion»     | Смоки Робинсон            | 2:42         |
| 13.                 | «Walls Come Tumbling Down»  | The Style Council         | 3:23         |
| 14.                 | «Temptation»                | Heaven 17                 | 3:26         |
| 15.                 | «Love Will Tear Us Apart»   | Joy Division              | 3:21         |
| 16.                 | «Pale Shelter»              | Tears for Fears           | 4:27         |
| 17.                 | «Making Plans For Nigel»    | XTC                       | 4:12         |
| 18.                 | «Our Lips Are Sealed»       | Fun Boy Three             | 2:53         |
| 19.                 | «There Is Power in a Union» | Билли Брэгг               | 2:49         |
| 20.                 | «Solidarity Forever»        | Пит Сигер                 | 2:51         |
| 21.                 | «Across the Great Divide»   | Фрэнк Соливан             | 3:54         |
| Общая длительность: | Общая длительность:         | Общая длительность:       | 1:17:31      |

| №                   | Название                          | Автор(ы)                      | Длительность |
| ------------------- | --------------------------------- | ----------------------------- | ------------ |
| 1.                  | «Two Tribes»                      | Frankie Goes to Hollywood     | 3:24         |
| 2.                  | «Blue Monday»                     | New Order                     | 4:04         |
| 3.                  | «For a Friend»                    | The Communards                | 4:36         |
| 4.                  | «All of My Heart»                 | ABC                           | 4:49         |
| 5.                  | «Do Ya Wanna Funk»                | Sylvester                     | 3:29         |
| 6.                  | «Red Red Wine»                    | UB40                          | 3:00         |
| 7.                  | «Genius of Love»                  | Tom Tom Club                  | 3:28         |
| 8.                  | «Homosapien»                      | Пит Шелли                     | 4:34         |
| 9.                  | «Hard Times»                      | The Human League              | 4:54         |
| 10.                 | «I Travel»                        | Simple Minds                  | 4:03         |
| 11.                 | «A New England»                   | Кирсти Макколл                | 3:48         |
| 12.                 | «Waiting for the Love Boat»       | The Associates                | 4:26         |
| 13.                 | «Ghosts»                          | Japan                         | 4:32         |
| 14.                 | «Living on the Ceiling»           | Blancmange                    | 4:03         |
| 15.                 | «Robert De Niro's Waiting...»     | Bananarama                    | 3:41         |
| 16.                 | «Keep On Keepin' On!»             | The Redskins                  | 3:52         |
| 17.                 | «Are You Ready to Be Heartbroken» | Lloyd Cole and the Commotions | 3:05         |
| 18.                 | «Across the Bridge»               | Кристофер Найтингейл          | 1:40         |
| 19.                 | «Autumn Montage»                  | Кристофер Найтингейл          | 1:25         |
| 20.                 | «Homecoming»                      | Кристофер Найтингейл          | 2:50         |
| 21.                 | «Bread and Roses»                 | Бронуэн Льюис                 | 1:55         |
| Общая длительность: | Общая длительность:               | Общая длительность:           | 1:15:38      |

## Награды и номинации
| Награда                                     | Категория                                                    | Номинант                            | Результат |
| ------------------------------------------- | ------------------------------------------------------------ | ----------------------------------- | --------- |
| 67-й Каннский кинофестиваль                 | Queer Palm                                                   | Фильм                               | Победа    |
| Гентский международный кинофестиваль—2014   | Приз зрительских симпатий «Port of Ghent»                    | Фильм                               | Победа    |
| Лейденский международный кинофестиваль—2014 | Приз зрительских симпатий                                    | Фильм                               | Победа    |
| Премия британского независимого кино 2014   | Лучший британский независимый фильм                          | Фильм                               | Победа    |
| Премия британского независимого кино 2014   | Лучший режиссёр                                              | Мэттью Уорчус                       | Номинация |
| Премия британского независимого кино 2014   | Лучший сценарий                                              | Стивен Бересфорд                    | Номинация |
| Премия британского независимого кино 2014   | Лучшая актриса второго плана                                 | Имельда Стонтон                     | Победа    |
| Премия британского независимого кино 2014   | Лучший актёр второго плана                                   | Эндрю Скотт                         | Победа    |
| Премия британского независимого кино 2014   | Лучший актёр второго плана                                   | Бен Шнетцер                         | Номинация |
| Премия британского независимого кино 2014   | Самый многообещающий дебют                                   | Бен Шнетцер                         | Номинация |
| Золотой Глобус—2015                         | Лучший фильм — комедия или мюзикл                            | Фильм                               | Номинация |
| BAFTA—2015                                  | Лучший британский фильм                                      | Фильм                               | Номинация |
| BAFTA—2015                                  | Лучшая женская роль второго плана                            | Имельда Стонтон                     | Номинация |
| BAFTA—2015                                  | Лучший дебют британского сценариста, режиссёра или продюсера | Стивен Бересфорд и Дэвид Ливингстон | Победа    |